# Purwa Karya
Purwa Karya is een bestuurslaag in het regentschap Musi Rawas van de provincie Zuid-Sumatra, Indonesië. Purwa Karya telt 571 inwoners (volkstelling 2010).